# Midi Z 23200
Die Fahrzeuge der Baureihe Z 23200 waren elektrische Gepäcktriebwagen der französischen Eisenbahngesellschaft Compagnie des chemins de fer du Midi (Midi). Bei der SNCF wurden die fünfzehn Fahrzeuge als Baureihe Z 4200 bezeichnet.

## Geschichte und Beschreibung

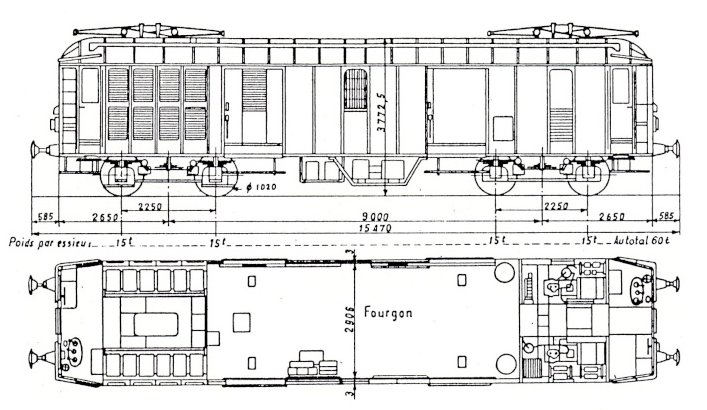
Skizze mit Maßangaben

Um 1930 war die Technik so weit fortgeschritten, dass Elektromotoren – ohne Leistungsverlust – klein genug gebaut werden konnten, um sie in einem Drehgestell unterzubringen. Da man bei einer Fahrleitungs-Gleichspannung von 1500 V zudem auf Gleichrichter und Transformatoren verzichten konnte, gewann man in den Fahrzeugen Raum. Anders als ihre raren Vorgänger wie die E 9 bis E 13 der Compagnie du chemin de fer de Paris à Orléans (P.O.) und die Baureihe 5000 der Compagnie des chemins de fer de l’Ouest (Ouest) wiesen die Z 23200 daher ein ausreichend großes Gepäckabteil auf. Da ihre Vorgänger bei der 1938 gegründeten SNCF nur noch als reine Elektrolokomotiven eingesetzt wurden, waren die fünfzehn Z 23200 deren einzige Gepäcktriebwagen.
Gebaut wurden die Fahrzeuge beim Unternehmen Constructions électriques de France (CEF) in Séméac bei Tarbes. Der stählerne Wagenkasten war selbsttragend; er beruhte auf einem Entwurf des Office central d’études de matériel de chemins de fer (OCEM), das seinerzeit die Fahrzeuge fast aller französischen Netze konzipierte. Die Triebwagen teilten viele Elemente mit den Elektrolokomotiven der Baureihen E 4100 und E 4600, so die äußere Form und die zweiachsigen Drehgestelle. Jede der vier Achsen wurde von einem separaten M3-Elektromotor angetrieben (Achsfolge Bo’Bo’). Die Fahrmotoren lieferte Siemens im Zuge der Reparationsleistungen nach dem Ersten Weltkrieg. Im Gegensatz zu den Lokomotiven waren Puffer und Zughaken nicht an den Drehgestellen, sondern am Rahmen angebracht. Zwischen den beidseitigen Endführerständen existierte ein mehr als sieben Meter langes Gepäckabteil. Mit einer Länge über Puffer von 15,470 m und einer Breite von 2,906 m hatten die Triebwagen eine Masse von 60 t und konnten 5 t Gepäck zuladen. Ihre Dauerleistung von 500 kW erlaubte eine Höchstgeschwindigkeit von 70 km/h.
Im Jahr 1930 wurden die ersten Z 23200 ausgeliefert und zunächst in Tarbes stationiert. 1932 wurden alle Fahrzeuge in Bayonne konzentriert und auf den in die Pyrenäen führenden Strecken der Midi eingesetzt, wo sie die letzten Dampfzüge des Bahnunternehmens ersetzten. Nach dem Aufgehen der Chemin de Fer de Paris à Orléans et du Midi (PO-Midi) in der SNCF Anfang 1938 wurden einige der Fahrzeuge nach Bordeaux und zum Pariser Südostnetz umgesetzt. 1949 wurden sie in Z 4200 umgezeichnet und kehrten sämtlich nach Bayonne zurück. Erneut auf ihren angestammten Strecken wurden sie vor Personenzügen mit Waren- und Eilgutbeförderung bis 1971 eingesetzt. In jenem Jahr übernahmen Z 4100 ihre Aufgaben; einige Z 4200 liefen fortan vor Bauzügen und kurzen Güterzügen, ehe 1975 die letzten abgestellt wurden. Der Z 4203 wurde dem Depot Les Aubrais zugeteilt und 1971 zur Erprobung der Thyristor-Technologie eingesetzt, der Z 4212 diente 1976, an die CC 14003 gekuppelt, für Versuche mit Wechselrichtern.